# Coucy-lès-Eppes
Coucy-lès-Eppes település Franciaországban, Aisne megyében. Lakosainak száma 647 fő (2022. január 1.). Coucy-lès-Eppes Eppes, Marchais, Mauregny-en-Haye és Samoussy községekkel határos.

## Népesség
A település népességének változása:
| Lakosok száma | 555  | 642  | 581  | 577  | 608  | 621  | 624  | 628  | 627  | 647  |
|               | 1968 | 1982 | 1990 | 2006 | 2013 | 2015 | 2017 | 2019 | 2020 | 2022 |